# Julija Pidlužná
Julija Vitaljevna Pidlužná (rusky Юлия Витальевна Пидлужная; * 1. října 1988, Sverdlovsk) je ruská atletka, jejíž specializací je skok daleký.
V roce 2007 vybojovala na juniorském mistrovství Evropy v nizozemském Hengelu výkonem 628 cm bronzovou medaili. Bronz získala také na halovém ME 2011 v Paříži v osobním rekordu 675 centimetrů. Na vítězku soutěže, krajanku Darju Klišinovou ztratila pět cm a na stříbrnou Naide Gomesovou z Portugalska čtyři cm. V roce 2011 získala rovněž stříbrnou medaili na světové letní univerziádě v čínském Šen-čenu.

## Osobní rekordy
- hala – 675 cm – 11. března 2011, Paříž
- venku – 684 cm – 17. července 2010, Čeboksary